# Tomáš Houška (voják)
Tomáš Houška, křtěný Tomáš Emanuel (18. prosince 1896 Častrov – 21. prosince 1939 Praha) byl důstojník československé armády – podplukovník (plukovník generálního štábu in memoriam), odbojář.

## Život
Narodil se v obci Častrov do rodiny rolníka Petra Houšky a jeho ženy Marie Kněžínkové. V letech 1908 až 1915 studoval na českém vyšším reálném gymnáziu v Pelhřimově. Jako jednoroční dobrovolník nastoupil (byl povolán) do rakousko-uherské armády. Začátkem roku 1918 utrpěl těžké zranění. V listopadu 1918 se přihlásil do nově vzniklé československé armády. V letech 1928 až 1931 studoval na Vysoké škole válečné v Praze. Od roku 1934 byl referentem a později přednostou německé sekce plánovací a studijní skupiny zpravodajského oddělení Hlavního štábu. Po likvidaci československé armády byl pracovníkem zemské samosprávy Čechy (byl zástupcem ředitele Zemského národního muzea). Spolupracoval s vedením odbojové organizace Obrana národa. Dne 4. 12. 1939 byl zatčen gestapem a vězněn v pražské pankrácké věznici. Denně byl vyslýchán v pražském Petschkově paláci, kde dne 21. 12. 1939 v obavách, aby při krutých výsleších neprozradil své spolupracovníky, ukončil svů život skokem z okna. V roce 1946 byl in memoriam povýšen do hodnosti plukovník generálního štábu a byl mu in memoriam udělen Československý válečný kříž 1939.

## Ocenění
- Československý válečný kříž 1939
- Medaile Za hrdinství in memoriam (2022)